# Exposition horticole de 1992
L'Exposition horticole internationale de 1992, ou Floriade 1992, reconnue par le Bureau international des expositions (BIE) et organisée sous l’autorité du ministère néerlandais de l’Agriculture et de la Pêche, s'est tenue à Zoetermeer près La Haye du 9 avril au 12 octobre 1992. Treize pays étrangers y ont participé (Allemagne, Inde, Japon, Belgique, France, Royaume-Uni, Autriche, Italie, Hongrie, Pologne, Russie, Thaïlande et Indonésie). Elle a accueilli 3,36 millions de visiteurs.

## Sources
- « La Haye-Zoetermeer 1992 », sur bie-paris.org (consulté le 1er septembre 2013)